# Liste der Stolpersteine in Achim
Die Liste der Stolpersteine in Achim enthält alle Stolpersteine, die im Rahmen des gleichnamigen Projekts von Gunter Demnig in Achim verlegt wurden. Mit ihnen soll an Opfer des Nationalsozialismus erinnert werden, die in Achim lebten und wirkten.

## Verlegte Stolpersteine
| Bild | Person, Inschrift | Adresse                 | Verlege- datum | Anmerkung |
| --- | --- | ----------------------- | -------------- | --- |
| Margarethe Anspacher | Hier wohnte Margarethe Anspacher Jg. 1906 deportiert 1941 ermordet in Minsk                                                                         | Am Schmiedeberg 10 ·    | 4. Okt. 2006   | |
| Paul Anspacher | Hier wohnte Paul Anspacher Jg. 1895 deportiert 1941 ermordet in Minsk                                                                               | Am Schmiedeberg 10 ·    | 4. Okt. 2006   | |
| Ilse Friedemann | Hier wohnte Ilse Friedemann Jg. 1904 deportiert 1941 ermordet in Minsk                                                                              | Am Schmiedeberg 10 ·    | 4. Okt. 2006   | |
| Louis Friedemann | Hier wohnte Louis Friedemann Jg. 1871 deportiert 1941 ermordet in Minsk                                                                             | Am Schmiedeberg 10 ·    | 4. Okt. 2006   | |
| Ernst Friedemann | Hier wohnte Ernst Friedemann Jg. 1899 deportiert 1941 ermordet in Minsk                                                                             | Am Schmiedeberg 10 ·    | 4. Okt. 2006   | |
| Lina Friedemann | Hier wohnte Lina Friedemann Jg. 1868 deportiert 1941 ermordet in Minsk                                                                              | Am Schmiedeberg 10 ·    | 4. Okt. 2006   | |
| | Hier wohnte Albert Anspacher Jg. 1887 deportiert 1941 ermordet in Minsk                                                                             | Am Schmiedeberg 12 ·    | 4. Okt. 2006   | |
| Emma Anspacher | Hier wohnte Emma Anspacher Jg. 1896 deportiert 1941 ermordet in Minsk                                                                               | Am Schmiedeberg 12 ·    | 4. Okt. 2006   | |
| Bild gesucht Der Benutzer GeorgDerReisende ( Diskussion ) wünscht sich an dieser Stelle ein Bild vom Ort mit diesen Koordinaten 53.0115032 9.0349688 . Motiv: Am Schmiedeberg 12: der Stolperstein für Kurt Anspacher, die Lage und das Haus Falls du dabei helfen möchtest, erklärt die Anleitung , wie das geht. BW | Hier wohnte Kurt Anspacher Curt Parker Jg. 1925 deportiert 1941 Ghetto Minks Zwangsarbeit 1945 KZ Dachau befreit                                    | Am Schmiedeberg 12 ·    | 9. Nov. 2023   | |
| Marie Sophie Wülbers | Hier wohnte Marie Sophie Wülbers Jg. 1892 eingewiesen 1935 Heilanstalt Rotenburg/Wümme ’verlegt’ 1941 Heilanstalt Weilmünster ermordet 22.4.1942    | Badener Dorfstraße 31 · | 5. Nov. 2011   | |
| Else Lisbeth Warnken | Hier wohnte Else Lisbeth Warnken Jg. 1923 eingewiesen 1933 Heilanstalt Rotenburg/Wümme Zwangssterilisation tot 26.6.1937                            | Bahnhofstraße 49 ·      | 5. Nov. 2011   | |
| Carl Anspacher | Hier wohnte Carl Ansbacher Jg. 1891 deportiert 1941 ermordet in Minsk                                                                               | Eckstraße 16 ·          | 4. Okt. 2006   | |
| Liesel Anspacher | Hier wohnte Liesel Ansbacher Jg. 1924 deportiert 1941 ermordet in Minsk                                                                             | Eckstraße 16 ·          | 4. Okt. 2006   | |
| Lilli Anspacher | Hier wohnte Lilli Ansbacher Jg. 1897 deportiert 1941 ermordet in Minsk                                                                              | Eckstraße 16 ·          | 4. Okt. 2006   | |
| Lotte Alexander | Hier wohnte Lotte Alexander Jg. 1924 deportiert 1941 ermordet in Minsk                                                                              | Obernstraße 6 ·         | 4. Okt. 2006   | |
| Margarete Alexander | Hier wohnte Margarete Alexander Jg. 1888 deportiert 1941 ermordet in Minsk                                                                          | Obernstraße 6 ·         | 4. Okt. 2006   | |
| Paul Alexander | Hier wohnte Paul Alexander Jg. 1884 deportiert 1941 ermordet in Minsk                                                                               | Obernstraße 6 ·         | 4. Okt. 2006   | |
| Peter Alexander | Hier wohnte Peter Alexander Jg. 1914 deportiert 1941 ermordet in Minsk                                                                              | Obernstraße 6 ·         | 4. Okt. 2006   | |
| Albert Seligmann | Hier wohnte Albert Seligmann Jg. 1869 deportiert 1942 ermordet in Theresienstadt                                                                    | Obernstraße 22 ·        | 23. Okt. 2005  | Der Schlachtermeister Albert Seligmann wurde am 9. Mai 1869 als Sohn von Philipp und Henriette Seligmann in der Gemeinde Ronnenberg (Kreis Linden) bei Hannover geboren. Er wuchs in Ronnenberg und im benachbarten Empelde auf. Am 12. September 1894 heiratete er in Achim Jenny Alexander. Dort hatte die Familie, zu der zwei Kinder gehörten, ein Fleischergeschäft. Der erste Sohn, Hugo Seligmann, fiel im Ersten Weltkrieg. Von 1913 bis 1933 war Albert Seligmann der Obermeister der Fleischerinnung. Durch den Boykott der jüdischen Geschäfte am 1. April 1933 geriet die Familie unter finanziellen Druck: Kunden blieben aus, Vieh wurde nicht mehr geliefert. 1937 wurde die Metzgerei polizeilich geschlossen. Der Sohn, Wilhelm Seligmann, emigrierte 1938 mit seiner Familie in die USA. Albert Seligmann wurde schließlich mit seiner Frau in das sogenannte Judenhaus Nordstraße 210 in Bremen einquartiert. Mitte Juli 1942 wurde er in das „Ghetto“ Theresienstadt, das in Wirklichkeit ein KZ war und von dort am 26. September 1942 in das Vernichtungslager Treblinka deportiert. Dort wurde er ermordet. Zur Zeit der Stolpersteinverlegung war seine Deportation nach Treblinka noch nicht bekannt. |
| Jenny Seligmann | Hier wohnte Jenny Seligmann Jg. 1868 deportiert 1942 ermordet in Theresienstadt                                                                     | Obernstraße 22 ·        | 23. Okt. 2005  | Jenny Seligmann wurde am 10. September 1868 in Achim geboren. Nach ihrer Hochzeit mit Albert Seligmann lebte sie mit ihm in Achim. Die Familie hatte zwei Kinder. Durch den Boykott der jüdischen Geschäfte am 1. April 1933 geriet sie unter finanziellen Druck. Jenny Seligmann wurde schließlich mit seiner Frau in das sogenannte Judenhaus Nordstraße 210 in Bremen einquartiert. Mitte Juli 1942 wurde sie in das „Ghetto“ Theresienstadt und von dort am 26. September 1942 in das Vernichtungslager Treblinka deportiert. Dort wurde sie ermordet. Zur Zeit der Stolpersteinverlegung war ihre Deportation nach Treblinka noch nicht bekannt. |
| | Hier wohnte Mathilde Heilbronn geb. Hertz Jg. 1882 Flucht 1939 England tot 1940                                                                     | Obernstraße 36 ·        | 1. Okt. 2021   | |
| | Hier wohnte Siegfried Heilbronn Jg. 1881 Flucht 1939 England interniert Australien entlassen 1942                                                   | Obernstraße 36 ·        | 1. Okt. 2021   | |
| | Hier wohnte Kurt Heilbronn Jg. 1914 Flucht 1934 England                                                                                             | Obernstraße 36 ·        | 1. Okt. 2021   | |
| | Hier wohnte Paula Heilbronn verh. Williams Jg. 1911 Flucht 1937 USA                                                                                 | Obernstraße 36 ·        | 1. Okt. 2021   | |
| | Hier wohnte Rosi Podell geb. Heilbronn Jg. 1918 Flucht 1938 USA                                                                                     | Obernstraße 36 ·        | 1. Okt. 2021   | |
| | Hier wohnte Willy Podell Wolf Podolski Jg. 1912 Flucht 1938 USA                                                                                     | Obernstraße 36 ·        | 1. Okt. 2021   | |
| | Hier wohnte Hans Heilbronn John Hans Hilton Jg. 1913 Flucht 1937 USA                                                                                | Obernstraße 36 ·        | 1. Okt. 2021   | |
| Emma Baumgarten | Hier wohnte Emma Baumgarten Jg. 1881 deportiert 1942 Theresienstadt ermordet in Auschwitz                                                           | Obernstraße 93 ·        | 4. Okt. 2006   | |
| Friedrich Eduard Brüns | Hier wohnte Friedrich Eduard Brüns Jg. 1905 eingewiesen 1925 Heilanstalt Rotenburg/Wümme ’verlegt’ 1941 Heilanstalt Weilmünster ermordet 25.10.1941 | Philosophenweg 1 ·      | 5. Nov. 2011   | |
| Hinrich Rebers | Hier wohnte Hinrich Rebers Jg. 1909 eingewiesen 1935 Heilanstalt Rotenburg/Wümme ’verlegt’ 1941 Heilanstalt Sorau/Lausitz ermordet 30.11.1943       | Uphuser Heerstraße 71 · | 5. Nov. 2011   | |